# Dirk Baldinger
Dirk Baldinger (Friburgo in Brisgovia, 27 agosto 1971) è un dirigente sportivo ed ex ciclista su strada tedesco.
Attivo come ciclista professionista dal 1995 al 2001, dal 2018 è direttore sportivo del team femminile WNT/Ceratizit.

## Palmarès

### Strada
- 1994 (Dilettanti)

11ª tappa Rapport Toer (Franschhoek > Franschhoek)
3ª tappa Giro delle Regioni (San Giuliano Terme > San Casciano dei Bagni)
Classifica generale Giro delle Regioni
Campionati tedeschi, Prova in linea Dilettanti

#### Altri successi
- 1992 (Dilettanti)

Classifica scalatori Bayern Rundfahrt
- 1998 (Team Telekom)

Criterium Freiburg

## Piazzamenti

### Grandi Giri
- Giro d'Italia

1995: non partito (13ª tappa)
1996: 59º
- Tour de France

1995: ritirato (15ª tappa)
1996: ritirato (11ª tappa)
- Vuelta a España

1998: ritirato (7ª tappa)
1999: 102º

### Classiche monumento
- Milano-Sanremo

1998: 87º
- Giro delle Fiandre

1997: 62º
- Parigi-Roubaix

1998: ritirato
- Liegi-Bastogne-Liegi

1995: fuori tempo massimo
1997: 27º
1998: 67º

### Competizioni mondiali
- Campionati del mondo

Oslo 1993 - In linea Dilettanti: 84º
Capo d'Orlando 1994 - In linea Dilettanti: 75º
Duitama 1995 - In linea Elite: non partito
Verona 1999 - In linea Elite: ritirato